# Pemara pugnans
Pemara pugnans är en fjärilsart som beskrevs av De Nicéville 1891. Pemara pugnans ingår i släktet Pemara och familjen tjockhuvuden. Inga underarter finns listade i Catalogue of Life.